# Jan Krzysztof Adamkiewicz
Jan Krzysztof Adamkiewicz (* 5. April 1952 in Posen; † 12. Februar 1986 ebenda) war ein polnischer Lyriker und Literaturkritiker.

## Leben
Adamkiewicz besuchte die Schule in Posen und legte dort 1972 das Abitur ab. Noch als Schüler debütierte er mit den Gedichten Modlitwa und Wietnam, die 1971 in der Zeitschrift Życie Literackie veröffentlicht wurden. Nach dem Abitur studierte er Polonistik an der Adam-Mickiewicz-Universität Posen, wo er 1977 den Magister erwarb. In dieser Zeit publizierte er in den Zeitschriften Nurt, Prometej, Nadodra und Poezja. Nach dem Studium arbeitete er als Postbote und anschließend in einem Krankenhaus in Posen. Daneben schrieb er für Nowy Wyraz, Integracje und Głos Wielkopolski. Im März 1981 nahm er eine Stelle als Journalist im Biuro Prasowe Zarządu Regionu NSZZ Solidarność in Posen an und wurde Redaktionsmitglied der Monatsschrift Solidarność Wielkopolski. Nach der Erklärung des Kriegsrechts im Dezember 1981 wurde Adamkiewicz interniert und blieb bis April 1982 in einem Lager in Gębarzewo. Nach seiner Freilassung arbeitete er ab August 1982 als Archivar und Dokumentalist im Informationszentrum des Instytut Krajowy Włókien Naturalnych in Posen. In den Verband der Polnischen Literaten wurde er 1984 aufgenommen und publizierte 1986 im Pobrzeże.
Adamkiewicz starb am 12. Februar 1986 in Posen.

## Werke

### Lyrik
- O ocalenie, 1974
- Zaledwie pozory sytuacji, 1976
- Sytuacja zastana, 1980
- Polecenie przed podróżą, 1985
- Fotografie, 1987

### Dramatik
- Dwa oblicza, 1975

### Prosa
- Szkło, 1988